# Khunakorn Sudhisodhi
Khunakorn Sudhisodhi (Thai: คุณากร สุทธิโสตถิ์; * 29. März 1974) ist ein ehemaliger thailändischer Badmintonspieler.

## Sportliche Karriere
1996 startete Khunakorn Sudhisodhi bei Olympia im Herrendoppel mit Siripong Siripool. Dort verloren sie jedoch gleich ihr Erstrundenmatch gegen Ha Tae-kwon und Kang Kyung-jin aus Südkorea. Vier Jahre später war er mit Saralee Thungthongkam im Mixed am Start und schaffte es mit ihr bis ins Achtelfinale. 2000 siegte er bei den Swedish Open mit Kitipon Kitikul. Zwei Jahre später gewinnt er Silber mit Saralee Thungthongkam bei den Asienspielen, nachdem er schon 1997 Bronze bei den Südostasienspielen mit Kitipon Kitikul geholt hatte.
National siegte er erstmals bei den thailändischen Meisterschaften 1996 im Herrendoppel mit Siripong Siripool. Ein Jahr später war er mit Jaroensiri Somhasurthai im Mixed erfolgreich, 1998 im Doppel mit Kitipon Kitikul und 1999 mit Saralee Thungthongkam im Mixed. Mit Thungthongkam gewann er bis 2002 drei weitere Titel. 2000 war er noch einmal im Doppel mit Patapol Ngernsrisuk erfolgreich.